# 운서정
운서정(雲棲亭)은 대한민국 전북특별자치도 임실군 관촌면, 오원천변의 사선대 위에 있는 정자이다. 1990년 6월 30일 전라북도의 유형문화재 제135호로 지정되었다.

## 개요
관촌면 오원천변의 사선대 위에 있는 운서정은 울창한 수목들에 둘러싸여 운치를 더하고 있다. 운서정은 당대의 부호인 승지 김양근의 아들 김승희가 부친의 유덕을 추모하기 위하여 1928년 당시 쌀 3백 석을 들여 6년간에 걸쳐 지은 곳이다. 정각과 동·서재, 그리고 가정문으로 이루어진 운서정은 이 지방에서는 보기 드물게 거대한 목재와 석축 등을 사용한 건축양식이다. 건립 후 일제하에 경향의 우국지사들이 모여 망국의 한을 달래던 곳으로도 유명한 운서정은 오늘날에는 관광지 사선대의 빼놓을 수 없는 명소이다.

## 같이 보기
- 사선대

## 참고자료
- 운서정 - 국가유산청 국가유산포털